# Mary Gurney

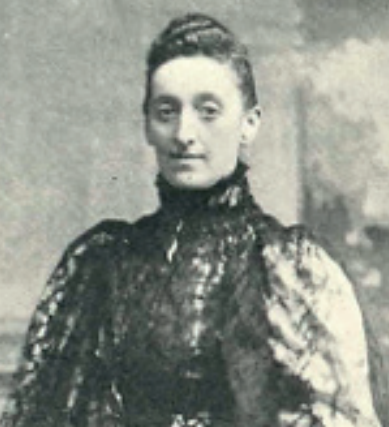
Mary Gurney, 1890

Mary Gurney (* 9. Februar 1836 in Denmark Hill, London; † 8. Oktober 1917 in Kensington, London) war eine englisch-britische Frauenbildungsaktivistin, die zu den Gründerinnen und Geldgebern des späteren Girls’ Day School Trust gehörte.

## Leben
Gurney war die ältere Tochter von Joseph Gurney (1804–1879) und seiner ersten Frau Emma, geborene Rawlings (1811–1842). Sie hatte einen Bruder, William, und eine jüngere Schwester, Amelia, sowie mehrere Halbgeschwister aus der zweiten Ehe des Vaters. Ihr Vater war einer der Stenographen des Parlaments und ein autodidaktischer Bibelwissenschaftler, der für die Religious Tract Society schrieb.
Gurney erhielt nach dem frühen Tod der Mutter eine Ausbildung von ihrem Vater, von dem sie seine Wertschätzung für das Lernen geerbt haben dürfte. Sie brachte sich selbst Latein, Griechisch und Italienisch bei und besuchte kurzzeitig eine Schule in Wincobank Hall in der Nähe von Rotherham. Später lernte sie auch noch Deutsch und Spanisch. Seit der zweiten Ehe ihres Vaters kümmerte sie sich um die Erziehung ihrer Halbgeschwister, bis sie durch eine Gouvernante abgelöst wurde. Während der Zeit der Betreuung ihrer Halbgeschwister wurde sie ehrenamtliche Sekretärin der von der British and Foreign School Society organisierten Grundschule für Mädchen in Wandsworth.
Schulbildung für Mädchen wurde Gurneys Schwerpunkt und im September 1871 beteiligte sie sich mit der Fragestellung Are we to have education for our middle-class girls? am Jahreskongress der National Association for the Promotion of Social Science in Leeds. Auf demselben Kongress schlug Maria Georgina Grey die Gründung einer nationalen Bewegung zur Förderung der Frauenbildung vor. Gurney beteiligte sich an einem provisorischen Komitee mit dem Namen National Union of the Improving the Education of Women of All Classes (später abgekürzt als Women’s Education Union), das sich 1871 zum Ziel setzte, gute und billige Tagesschulen für alle Klassen oberhalb der Grundschulstufe einzurichten. Auf einer öffentlichen Versammlung in der Royal Albert Hall im Juni 1872 stellte das Komitee das Vorhaben erfolgreich vor. Die neue Gesellschaft wurde als Girls’ Public Day School Company (GPDSC) mit einem Grundkapital von 12.000 Pfund eingetragen. Weitere Schlüsselfiguren bei der Gründung waren neben Grey und Gurney Emily Shirreff und Henrietta Stanley. Gurney war von 1872 bis zu ihrem Tod im Jahr 1917 Mitglied des Rates der GPDSC (bzw. der Girls' Day School Trust (GPDST), als dier Gesellschaft 1905 in eine Stiftung umgewandelt wurde) und ein einflussreiches Mitglied des kleinen, aber mächtigen Bildungsausschusses, dessen Vorsitzende sie von 1897 bis 1913 war.
1879 verließ sie Tyndale Lodge in der Nähe von Wimbledon, wo sie mit ihrem Vater bis zu dessen Tod gelebt hatte. Sie zog nach Kensington zu ihrer ebenfalls unverheirateten Schwester Amelia.
In ihrer Tätigkeit für die GPDSC setzte sie sich für eine rasche Verbreitung von GPDSC-Gymnasien ein; Mitte der 1890er Jahre gab es mehr als dreißig, um die sich mit hohem Einsatz kümmerte. In Folge war sie Mentorin für eine Vielzahl von Schulleiterinnen der GPDSC, bei deren Ernennung sie eine entscheidende Rolle spielte. Sie unterstützte die Linie des GPDSC-Rates, die Schulen eng zu kontrollieren und Schwachpunkte aus Inspektionen sofort zu beheben. Gemeinsam mit dem Parlamentsabgeordneten William Henry Stone, der Vorsitzender der GPDSC war, sagte sie 1894 vor der Royal Commission on Secondary Education aus.
1899 steuerte sie den Aufsatz zu einem von Robert Pickett Scott herausgegebenen Aufsatzband bei.
Sie war Mitglied diverser Räte von Schulen und Schulorganisationen, wie dem Maria Grey Training College, des Cheltenham Ladies’ College, des Princess Helena College, der Teachers’ Training and Registration Society und der London Society for the Extension of University Teaching. Sie interessierte sich für Fröbel-Pädagogik und wurde Mitglied des Komitees der Froebel Society. Gurney übersetzte diverse wissenschaftliche Artikel aus dem Französischen, Deutschen, Spanischen und Italienischen, die in Zeitschriften wie The Antiquary erschienen.
Gurney lehnte den Ansatz einer reinen „Frauenuniversität“. Dafür wurde sie 1894 Mitglied des Verwaltungsrats des Girton College in Cambridge; ihr Cousin Russell Gurney war ein Förderer von Emily Davies, der Gründerin des Colleges. Zusammen mit ihrer Schwester Amelia spendete sie 1000 Pfund für die Erweiterung des chemischen Labors, und ihre gemeinsamen Vermächtnisse an das College beliefen sich schließlich auf fast 30.000 Pfund.
Gurney starb 1917 in Kensington und wurde auf dem Putney Vale Cemetery beigesetzt.
Eine Dissertation am University College London zu Gurney kommt zu dem Schluss, dass ihr erheblicher Beitrag zum Bildungswesen höher einzuschätzen ist, als es die Aufzeichnungen aus der Zeit widerspiegeln.